# こぐま座イータ星
こぐま座η星（こぐまざイータせい、η Ursae Minoris、η UMi）は、こぐま座にある連星である。視等級は4.95で、肉眼でもみることができる明るさである。年周視差に基づいて計算した太陽からの距離は、約96光年である。

## 名称
こぐま座η星には、アンワル・アル・ファルカダイン（Anwar al Farkadain）という固有名もあるとされ、その名はアラビア語で「2頭の子牛のうち明るい方」を意味する"انور الفرقدين"（anwar al-farqadayn）に由来すると考えられる。「2頭の子牛のうち暗い方」のاخفي الفرقدينから来たアクファ・アル・ファルカダイン（Akhfa al Farkadain）は、こぐま座ζ星にあたる。しかし、実際には暗いのは、こぐま座η星の方である。本来、"al-farqadān"という名前は、こぐま座β星とこぐま座γ星からなるアステリズムに付けられていたもので、誤って伝わったものとみられる。

## 特徴
こぐま座η星から、南東におよそ3.8分離れた位置にある15.3等の恒星LSPM J1618+7543は、こぐま座η星と固有運動が共通で、太陽からの距離もほぼ一致しており、こぐま座η星と連星を形成すると考えられる。こぐま座η星系の固有運動は大きく、1年あたり0.271秒という速さで天球上を移動している。
こぐま座η星の主星は、黄白色のF型主系列星で、スペクトル型はF5 Vである。年齢はおよそ13億年、質量は太陽の1.6倍程度で、自転速度は84.8km/s以上と見積もられる。こぐま座η星からはX線も検出されており、その光度は11.5 ×1028 erg/sとなっている。伴星は、スペクトル型がM4 Vの赤色矮星で、質量、半径共に太陽の2割程度の大きさ、自転速度は0.1km/sと見積もられている。